# グラッドウィン男爵
グラッドウィン男爵（英: Baron Gladwyn）は、かつて存在した連合王国貴族の男爵位。
国連事務総長代行だったヒューバート・ジェブが1960年に叙されたのに始まる。

## 歴史
国連事務総長代行(在職1945年-1946年)や駐フランス大使(在職1954年-1960年)を務めた外交官ヒューバート・ジェブ(1900–1996)が1960年4月12日の勅許状により連合王国貴族サフォーク州におけるブラムフィールドのグラッドウィン男爵(Baron Gladwyn, of Bramfield in the County of Suffolk)に叙せられたのに始まる
初代男爵の死後、唯一の男子であるマイルズ・ジェブ(1930-2017)が爵位を継承したが、子供のいないまま2017年に死去し、爵位は断絶した。

## グラッドウィン男爵 (1960年)
- 初代グラッドウィン男爵ヒューバート・マイルズ・グラッドウィン・ジェブ (1900–1996)
- 2代グラッドウィン男爵マイルズ・アベリー・グラッドウィン・ジェブ (1930-2017)